# Jerdos Dschanabergenow
Jerdos Dschanabergenow ist ein ehemaliger kasachischer Boxer im Halbschwergewicht.
Er gewann unter anderem 2006 und 2007 die Kasachischen Meisterschaften sowie 2006 auch das international besetzte Schokir Boltekuli Turnier in Aqtau. Seine größten Erfolge erzielte er jedoch bereits 2005. Im Juli erreichte er im Team Platz 3 beim 10. Mannschaftsweltcup in Moskau, sowie im September Platz 1 bei den 23. Asienmeisterschaften in Ho-Chi-Minh-Stadt. Er schlug dabei im Finale Oʻtkirbek Haydarov aus Usbekistan. Im November gewann er zudem mit Siegen gegen Hak-Sung Song aus Südkorea (34:20), Ben McEachran aus Australien (36:24), Mourad Sahraoui aus Tunesien (t.K.o.), Oʻtkirbek Haydarov aus Usbekistan (36:31) und Marijo Šivolija aus Kroatien (27:12), die 13. Weltmeisterschaften in Mianyang.
Im Oktober 2006 gewann er noch die 2. Universitäts-Weltmeisterschaften in Almaty, mit Siegen gegen Jegor Mechonzew aus Russland (20:15), Dschahon Qurbonow aus Tadschikistan (22:16) und Bahram Muzaffer aus der Türkei (24:11). Im Dezember desselben Jahres nahm er noch an den 15. Asienspielen in Doha teil, verlor jedoch diesmal im Viertelfinale gegen Dschahon Qurbonow (21:33).
Im Mai 2007 gewann er den 35. Chemiepokal im deutschen Halle und schlug dabei die Deutschen Gottlieb Weiss (15:9) und Robert Woge (21:8). Im Juni 2007 folgte seine Teilnahme bei den 24. Asienmeisterschaften in Ulaanbaatar, wo er im Achtelfinale gegen Song Hak-Sung aus Südkorea ausschied (7:10).
2010 erreichte er gegen Anil Kumar Sharma aus Indien (12:0), Ainar Karlson aus Estland (8:0) und Elber Passos aus Brasilien (5:1) das Finale der 53. Militärweltmeisterschaften in Camp Lejeune, verlor jedoch beim Kampf um Gold gegen den Amerikaner Jeffrey Spencer (0:5).